# Tak Matsumoto
 (avril 2018).
Takahiro Matsumoto (松本孝弘), plus connu sous le nom de Tak Matsumoto, est un guitariste japonais né le 27 mars 1961 à Toyonaka. Il est également compositeur, producteur, et arrangeur. Tak Matsumoto doit initialement sa notoriété à B'z, groupe de rock japonais ayant à ce jour connu le plus gros succès commercial du Japon, et dont il est le leader. Il a également réalisé une carrière solo au cours de laquelle il a sorti une dizaine d'albums.

## Biographie
Guitariste professionnel à l’âge de 20 ans, Tak Matsumoto se perfectionne des années durant en assistant plusieurs groupes, notamment TM Network de Tetsuya Komuro. L’année 1988 est pour lui l’année du passage à l’action puisqu’il sort un premier album solo instrumental Thousand Wave et se lance à la recherche d’un chanteur. Son but est clair, si ses qualités de guitariste solo sont évidentes, il veut aussi fonder un groupe avec l’ambition de proposer des sonorités pop plaisantes et entraînantes, sans jamais perdre ce qui deviendra sa marque de fabrique, à savoir sa guitare électrique.
Le destin lui fait rencontrer Koshi Inaba, jusque-là professeur de mathématiques, aux qualités vocales impressionnantes. Surtout, Matsumoto et Inaba se retrouvent sur les mêmes longueurs d’onde musicales, notamment au travers des Beatles qui sont une référence commune. B'z est lancé et va devenir en 20 ans le plus grand groupe japonais en termes de ventes, avec plus de 78 millions de disques vendus sur l’archipel entre 1988 et 2008.
En plus d’avoir créé B'z, Matsumoto en est aussi le producteur et le compositeur. Il écrit toute la musique et laisse à Inaba l’écriture de toutes les paroles. Le duo fonctionne à merveille dans son équilibre, et même si Inaba apparaît comme la star et le porte-parole du groupe, notamment lors des concerts, Matsumoto, d’apparence plus réservée, demeure le leader du groupe.
Bien que la discographie de B’z soit très fournie en 20 ans avec 16 albums, 5 mini albums et 45 singles, Tak Matsumoto est un créateur prolifique qui continue d’écrire sa carrière solo en parallèle.
D’ailleurs, sa carrière solo est en soi assez éclectique puisqu’on peut jusqu’à présent la partager en quatre directions distinctes :
- la carrière solo à proprement parler (dite Tak Matsumoto) qui est essentiellement dédiée à sa musique instrumentale mais dans laquelle il se fait aussi parfois chanteur (The Changing) ;
- l’album The Hit Parade, véritable hommage à des tubes de la variété japonaise, en collaboration avec des chanteuses japonaises, notamment Izumi Sakai de Zard ou encore Mai Kuraki, et aussi son partenaire Koshi Inaba ;
- le projet instrumental House of Strings avec d’abord l’orchestre de Tokyo, ll'Orchestre symphonique métropolitain de Tokyo, puis avec d’autres guitaristes japonais de renom, notamment Michiya Haruhata du groupe TUBE ;
- son second groupe Tak Matsumoto Group, ou Tak Matsumoto Group, avec des musiciens américains et un nouveau chanteur, Eric Martin de Mister Big. Ici, Matsumoto retrouve l’une de ses influences majeures, le hard rock américain.

Il lui arrive de collaborer à d’autres projets, comme composer les génériques des films de Hokuto no Ken et d’Ultra-Man, ou encore produire un single pour le boys-band KAT-TUN, énorme succès de l’année 2006.
Grand collectionneur de guitares, il a l’honneur depuis 1999 d’être l’un des rares guitaristes au monde, et le seul Asiatique, à posséder des guitares Les Paul de la marque Gibson à son nom.
Au long de ses années riches en succès, il s’est lié d’amitié avec de nombreux musiciens internationaux, notamment Steve Vai qui l’a invité ainsi que Koshi Inaba à jouer sur sa chanson Asian Sky de son album The Ultra Zone. Il est aussi devenu ami avec Eddie Van Halen ou encore Billy Sheehan qui a participé à l’élaboration de chansons sur l’album Brotherhood et qui a eu l’occasion de suivre le groupe en tournée, tout comme certains membres récurrents tels que Shane Gaalaas, Brian Tichy et Barry Sparks.
En 2002, au cours d’un concert géant organisé la veille de la finale de la coupe du monde de football, B'z et Aerosmith se produisent sur la même scène, c’est l’occasion pour Matsumoto de jouer côte à côte avec l’une de ses grandes influences.
En novembre 2007, B’z part à Hollywood. A l’initiative de leur ami Steve Vai, Matsumoto et Inaba deviennent les premiers musiciens japonais et asiatiques à immortaliser les empreintes de leurs mains sur le Boulevard RockWalk.
Après quatre années consacrées essentiellement à B'z, Tak Matsumoto propose un nouveau projet, à savoir une collaboration avec le guitariste Larry Carlton. Leur album, s'intitulant Take your pick, sorti le 2 juin 2010 au Japon ainsi qu'aux États-Unis et en Europe, a été suivi d'une tournée japonaise et d'un passage au festival jazz « Blue Note Tokyo » dont a été tiré un DVD. Take your pick a aussi été nommé aux 53e Grammy Awards dans la catégorie « Meilleur Album Pop Instrumental ». Il s'agit de la première nomination pour Tak Matsumoto.
Après leur victoire aux Grammy Awards, Tak Matsumoto et Larry Carlton se retrouvent pour une reprise de la célèbre chanson de Kyu Sakamoto : Sukiyaki (Ue wo muite aruko). On peut écouter cette reprise sur le nouvel album solo de Matsumoto, Strings of My Soul, sorti le 20 juin 2012 (prévu pour le 7 août aux États-Unis). Strings of My Soul, en plus de contenir une chanson inédite, Live Life, se comprend comme une sorte de compilation des meilleurs titres solo de Matsumoto. On retrouve cependant deux titres de B'z, Sasanqua -Fuyu no Hi- (issu du mini album FRIENDS II, 1996) ainsi que THE WINGS, version instrumentale du single Eien no Tsubasa (2007).

## Discographie

### Albums
1. 1988 : Thousand Wave
2. 1992 : Wanna Go Home
3. 1996 : Rock N' Roll Standard Club
4. 1996 : Thousand Wave Plus
5. 1999 : Knockin' T' Around
6. 2002 : Hana
7. 2003 : The Hit Parade (avec Izumi Sakai, Mai Kuraki, Koshi Inaba...)
8. 2004 : TMG 1 (avec Eric Martin de Mister Big)
9. 2004 : The House Of Strings (avec l'orchestre symphonique de Tokyo)
10. 2005 : Theatre Of Strings (avec Michiya Haruhata, reprises de musiques de films)
11. 2010 : Take your pick (avec Larry Carlton)
12. 2012 : Strings of My Soul (avec Larry Carlton sur la reprise de Sukiyaki de Kyu Sakamoto)
13. 2014 : New Horizon
14. 2016 : Enigma
15. 2017 : Electric Island, Acoustic Sea

### Mini-albums
1. 2002 : Dragon From The West

### Singles
1. 1991 : 88 ~Love Story~
2. 1992 : #1090 Thousand Dreams
3. 1999 : The Changing
4. 2003 : Ihoujin (avec Zard (A-Side) et Matsuda Akiko (B-Side))
5. 2003 : Imitation Gold (avec Kuraki Mai (A-Side) et Nakamura Yuki (B-Side))
6. 2004 : Oh Japan ~Our Time Is Now~ (TMG)

### Vidéos
1. 2004 : Dodge The Bullet (TMG)
2. 2010 : Larry Carlton & Tak Matsumoto Live 2010 “Take your pick” at Blue Note Tokyo